# 논산 송불암 미륵불
논산 송불암 미륵불(論山 松佛庵 彌勒佛)은 대한민국 충청남도 논산시 연산면 연산리에 있는, 임진왜란 때 불타 없어진 석불사(石佛寺)의 불상이다. 1984년 5월 17일 충청남도의 문화재자료 제83호로 지정되었다.

## 개요
충청남도 논산시 연산면에 있는 이 미륵불은 임진왜란 때 불타 없어진 석불사(石佛寺)의 불상이다. 지금의 송불암이란 명칭은 미륵불 바로 옆의 노송이 불상과 조화를 이루며 지붕처럼 퍼져 있기 때문에 붙여진 이름이다.
양쪽 어깨에 걸치고 있는 옷은 가슴부분에서 U자형을 이루었고, 옷자락의 주름은 얕은 선으로 조각하여 발목까지 내려왔다. 왼손은 가슴에 대고 있으며, 오른손은 몸의 측면에 붙이고 있다.
이 불상은 고려 후기에서 조선 전기 사이에 만들어진 것으로 추정된다.

## 참고 문헌
- 송불암미륵불 - 국가유산청 국가유산포털